# 西単駅
西単駅（せいたん-えき）は、中華人民共和国北京市西城区に位置する、北京地下鉄の駅である。

## 利用可能な鉄道路線
1号線と4号線の2路線が乗り入れる

## 歴史
- 1992年12月12日 - 1号線開業。
- 2000年
  - 2月16日 - 駅改造工事の為、当駅閉鎖。[1]
  - 4月25日 - 再開業。
  - 6月28日 - 西単駅～天安門西駅間が開通し、1号線と復八線が合体。
- 2004年 - 4号線着工[2]。
- 2009年9月28日 - 4号線が開業し当駅に接続[3]。

## 駅構造

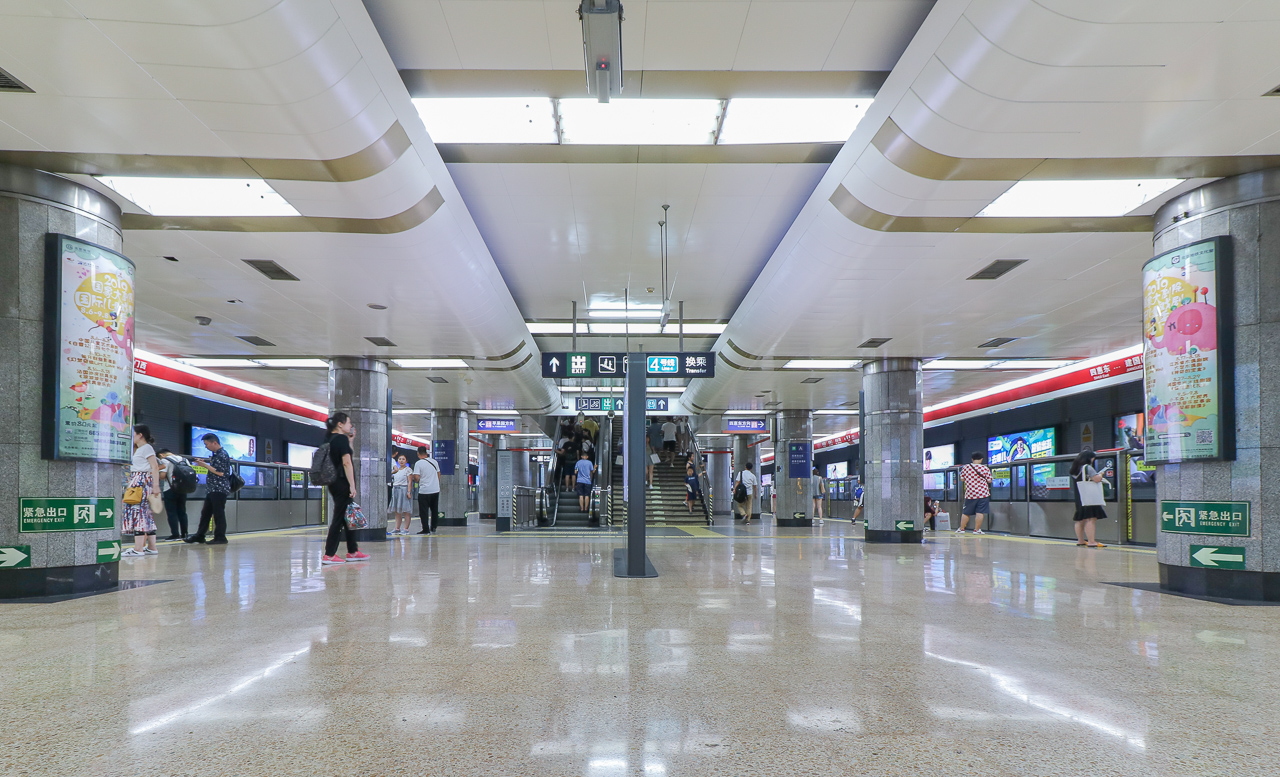
1号線ホーム

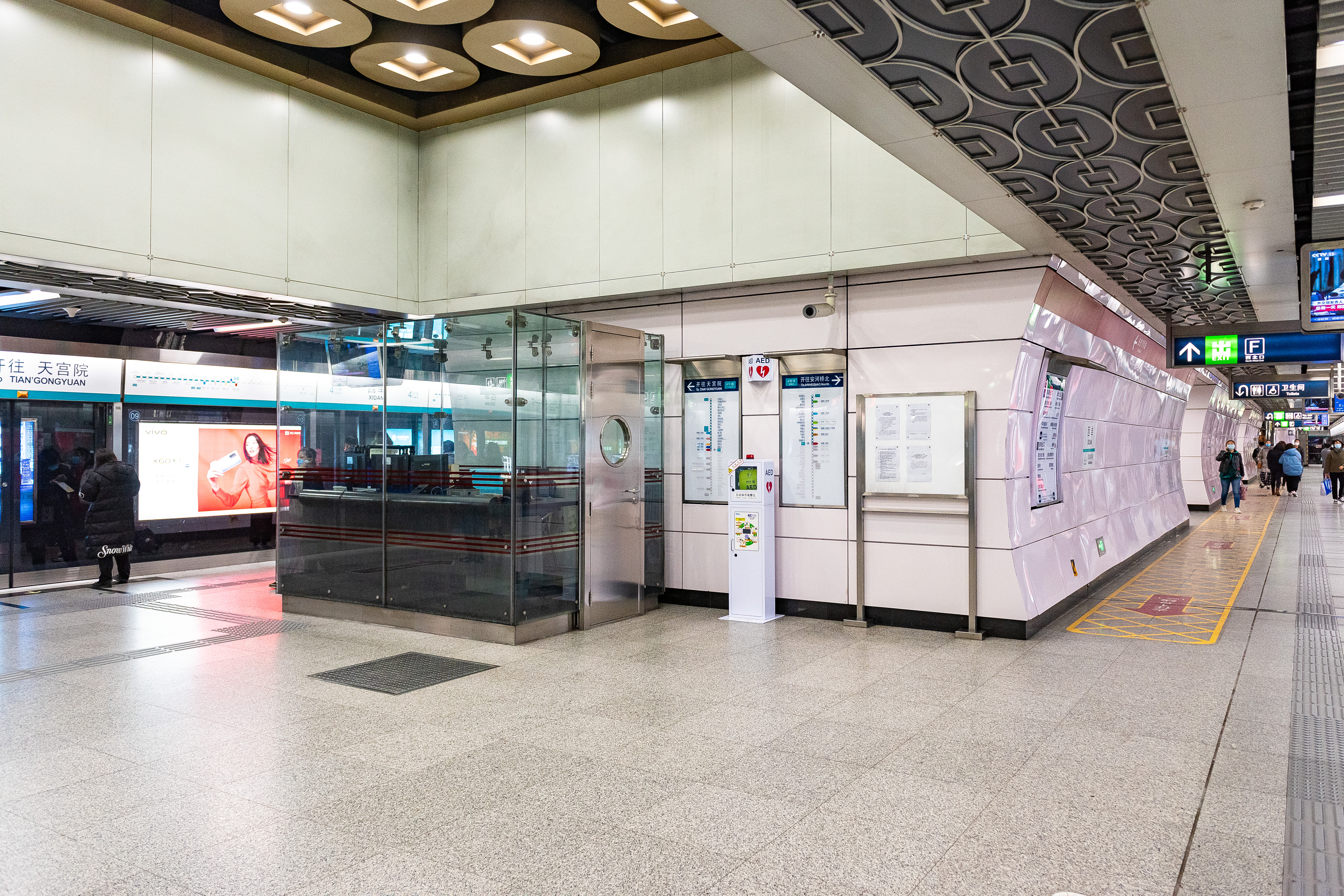
4号線ホーム

地下駅。1号線の駅施設は復興門内大街-西長安街（東西方向）上の地下、4号線の駅施設は西単北大街-宣武門内大街（南北方向）上の地下に位置する。
1号線は地下2階が改札階、地下3階がホーム階となっている。ホームは幅16m、長さ260mの島式1面2線を有しており、可動式ホーム柵が設けられている。
4号線は地下1階が改札階、地下2階がホーム階となっている。ホームは長さ222.3mの島式1面2線を有しており、フルスクリーンタイプのホームドアが設けられている。ホーム中央に壁になっている箇所が多く、単式ホームを隣り合わせとしたような構造である。

### のりば
両路線ともに案内上ののりば番号は設定されていない。
| 1号線ホーム (B3F) | 1号線ホーム (B3F) | 1号線ホーム (B3F)                |
| ----------------- | ----------------- | -------------------------------- |
| 西方向            | 1号線             | 復興門・軍事博物館・苹果園方面   |
| 東方向            | 1号線             | 王府井・国貿・四恵東方面         |
| 4号線ホーム (B2F) |                   |                                  |
| 南方向            | 4号線             | 北京南駅・公益西橋・天宮院方面   |
| 北方向            | 4号線             | 西直門・国家図書館・安河橋北方面 |

## 駅周辺
- 西単百貨商場
- 西単文化広場
- 西単新一代
- 中友百貨
- 君太百貨
- 北京長安飯店
- 四川飯店
- 民族文化宮
- 中華人民共和国教育部
- 中国鋼鉄工貿集団公司
- 長安街
- 西単大悦城（中国語版）

- 華威大廈
- 華南大廈
- 中銀大廈
- 中水大廈
- 広州大廈
- 中国交通銀行
- 中国民生銀行
- 中国華電集団（中国語版）
- 北京市第三十六中学
- 北京市第一五八中学
- 北京市第三十一中学（中国語版）
- 北京師範大学附属実験中学（中国語版）

## 隣の駅
北京地下鉄
 1号線
復興門駅 - 西単駅 - 天安門西駅
 4号線
宣武門駅 - 西単駅 - 霊境胡同駅